# Marcello Sparzo
Marcello Sparzo (Urbino, XVI secolo – Urbino, 1616) è stato uno scultore italiano, noto in particolare come maestro stuccatore.
Considerato dai coevi uno dei massimi plasticatori del periodo, fu tra i primi utilizzatori dello stucco nelle opere monumentali colossali, mostrando un originale linguaggio stilistico e una raffinata capacità esecutiva. Operò in particolare fra Genova, Urbino, Torino, Siena e Pavia, e fu innovatore nelle sperimentazioni cromatiche, per esempio nel presbiterio della chiesa di San Pietro in Banchi, nella navata della chiesa di San Rocco e nel Palazzo del Principe di Genova.

## Biografia

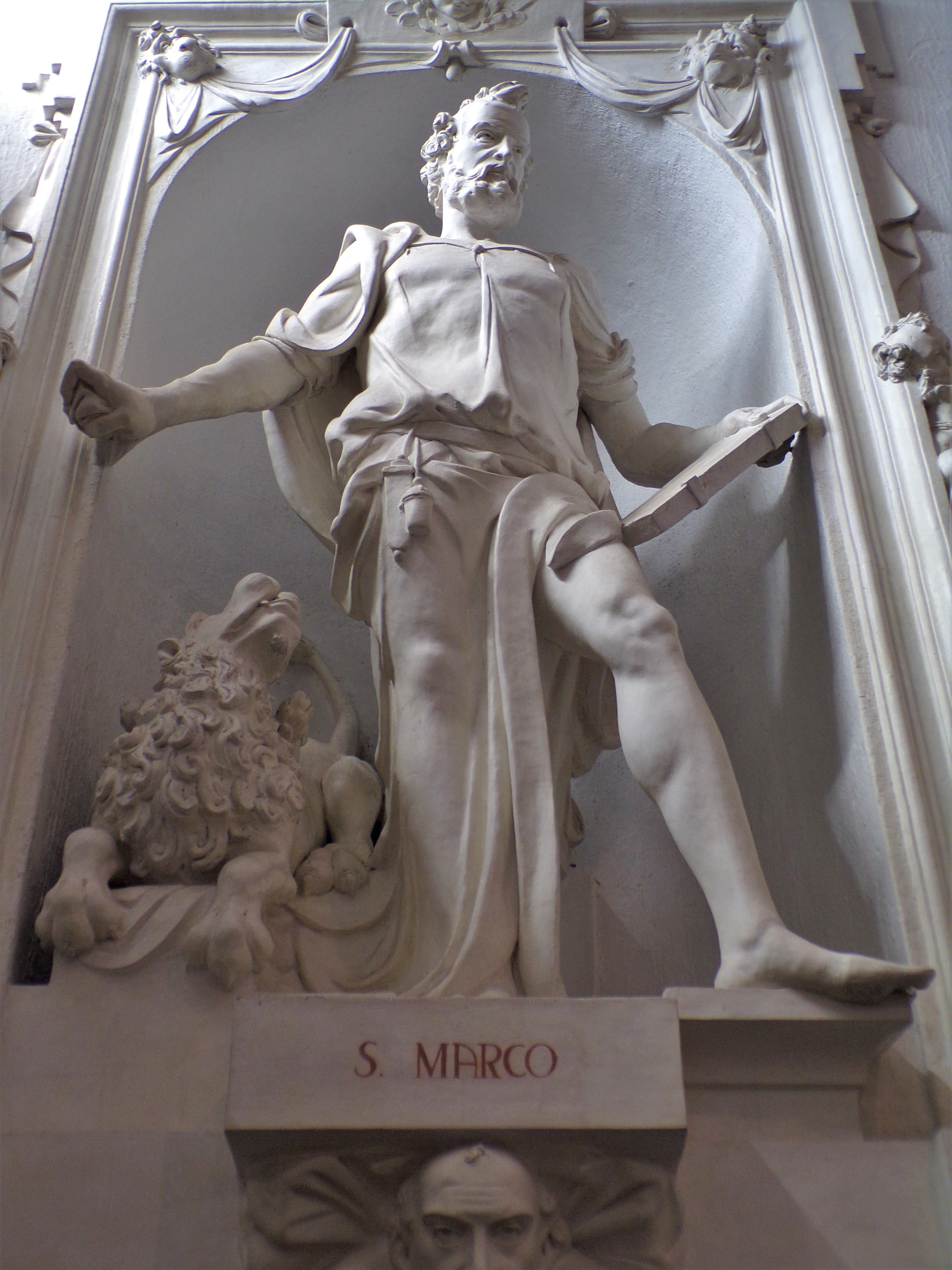
Statua di San Marco evangelista, con leone e decorata da drappi, volute e putti

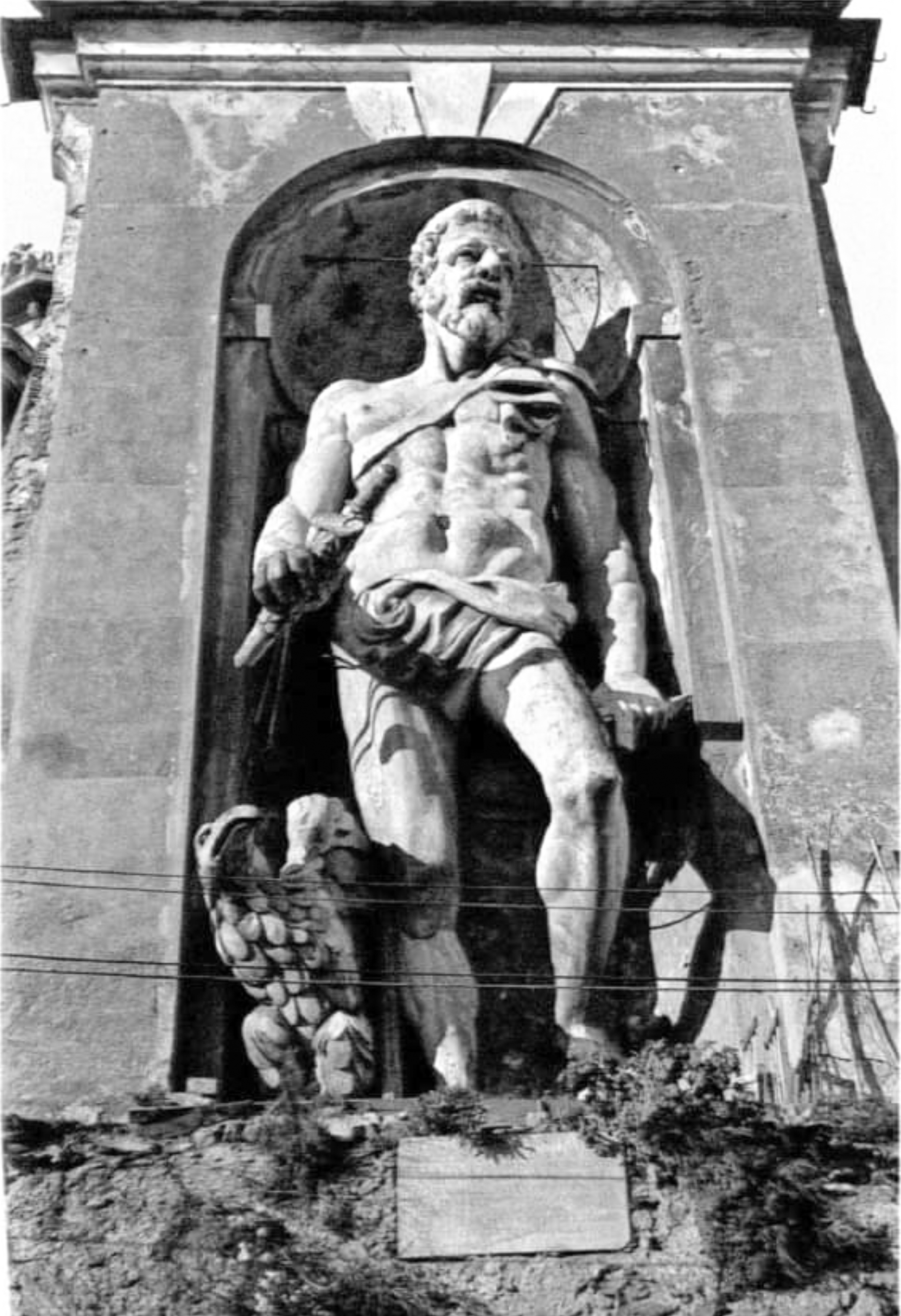
Il colosso di Sparzo con l'aquila ai suoi piedi, simbolo araldico dei Doria

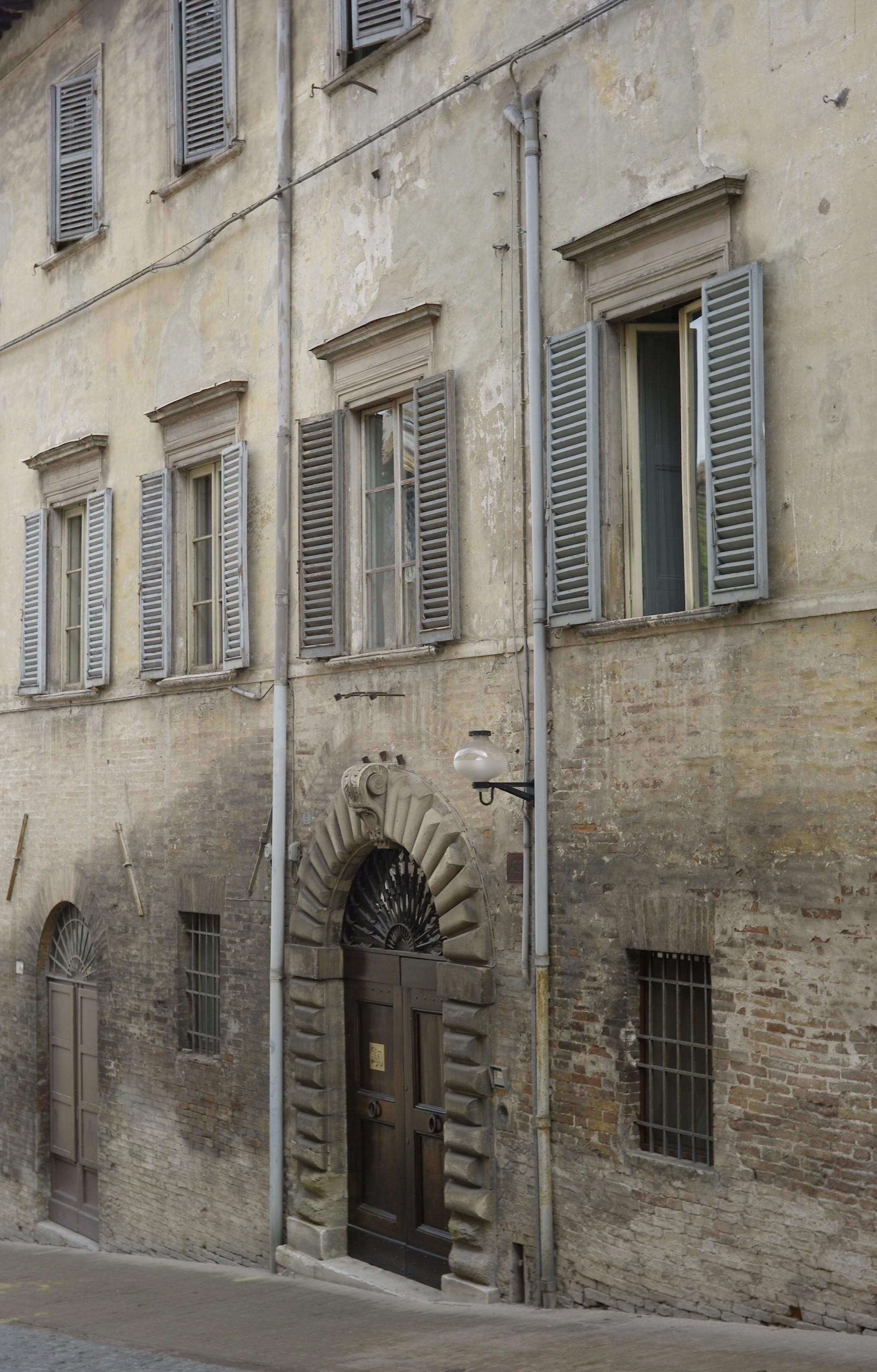
Il palazzo che Sparzo comprò a Urbino e rivendette ad Antonio Viviani poco prima di morire

### Studi e primi anni
Nacque in Urbino da Francesco di Giulio Sparzo (per Negroni e Lazzari-Colucci) e Donna Giulia (Negroni), mentre fu «figlio naturale di Gio. Antonio Spazza» secondo Pungileoni. Nel contratto del 1573 per i lavori a Siena è chiamato «maestro Marcello di Giulio Sparti da Urbino». Spese la sua prima gioventù specializzandosi nell'arte plastica alla scuola di Federico Brandani, sviluppando uno stile originale nel solco del manierismo di Raffaello e del Perino.

### Prime commissioni a Siena
Dopo aver forse lavorato a Roma con lo stesso Brandani, nel 1573 fu richiesto a Siena, dove gli furono affidate varie commissioni. Si occupò, col pittore fiammingo Bernard van Rantwyck, dei fastosi stucchi a decoro del Palazzo Chigi alla Postierla, sopravvissuti in undici sale fino ad oggi. I suoi lavori generarono nella città toscana una specifica moda stilistica relativa agli ornamenti, durata più di un secolo.

### A Pavia
Nel 1578 fu chiamato a lavorare alla cappella del Rosario nella chiesa domenicana di San Tommaso, inizialmente per sostituire lo scomparso Ambrogio Volpi, completando le commissioni nel 1583. Nel 1588 fu autore del complesso apparato di sculture raffiguranti i santi dell'ordine domenicano. Nel 1596 firmò un nuovo contratto per decorare le due volte davanti alla cappella. Spelta, nel suo Historia del 1602, lo definisce «uno dei primi stuccatori di questi tempi» (nel senso di "più importanti") e gli attribuisce anche una grandiosa statua di una Vittoria del 1599. La statua, «leggiadramente formata» e «compitamente perfetta», era collocata su una base in una nicchia corinzia decorata, vicino alla terza porta cittadina, nell'allora piazza San Gabriele. La figura era alata, armata all'antica, coronata di lauro, con un ramo di palma nella destra e l'asta nella sinistra. Il monumento fu tra gli ornamenti utilizzati per accogliere la regina Margherita d'Austria-Stiria in visita in città, e conservata dal nobile Silvio Salvatico. Ultimo lavoro commissionato in Pavia fu «un quadro con figure, et armata in stucco», il cui pagamento risulta al 1 maggio 1600.

### Maturità e celebrità a Genova
Intanto si era trasferito a Genova, dove la sua permanenza è documentata almeno a partire dal 1579. Qui fu un notevole pioniere nell'utilizzo del gesso, materiale sino ad allora estraneo alla tradizione genovese. Dopo la partenza da Genova del Bergamasco, l'arte plastica toccò i suoi livelli più alti proprio con Sparzo, tanto da «competer co' marmi», secondo Alizeri. Nel capoluogo ligure lavorò assiduamente in edifici civili e chiese, fra le quali quelle di San Bartolomeo degli Armeni, San Rocco di Granarolo, San Pietro in Banchi e San Francesco di Castelletto.  Fra le prime opere genovesi risultano quelle presso villa delle Peschiere, con Domenico Ponzello, Bernardo Castello e Giovanni Carlone, dove curò statue, stucchi e lo splendido bagno nello stile già lodato dal Vasari in visita. Particolarmente rilevanti furono le opere eseguite per la casata nobile dei Doria. Fu Gianandrea Doria a commissionargli la monumentale Statua di Giove, nota come il gigante, dedicata al principe-ammiraglio Andrea Doria. La statua colossale, risalente al 1586, alta otto metri e scolpita in stile manierista, era collocata nei giardini settentrionali della Villa del Principe. Qui svettò sulla valle e sulla marina per 350 anni, sino al 1935/1936, quando fu addirittura demolita perché «ingombrante e perché il comune, pur richiesto, trascurò di occuparsene». Per Alizeri la statua era di tale qualità da far meritare «all'autore una lode difficilissima a chiunque scolpisce o modella: ch'è il dar giusto aspetto ai colossi secondo il luogo che li riceve e secondo il punto onde voglion guardarsi». Nella monumentale villa del Principe Doria, Sparzo curò anche gli ornamenti con stucchi policromi, le volte, la celeberrima galleria aurea e la cappella.
Fra l'inizio del 1589 e il 1591 operò nel Duomo di Urbino con Fabio Viviani, dove fu richiesto anche come perito, e completò poi da solo i lavori dopo la morte di Viviani nel 1590, scolpendo le quattro statue di Re Salomone, Elia, David e Melchisedec. Di nuovo per iniziativa dei Doria, nel 1590 eseguì a Loano le sei statue della chiesa di Sant'Agostino, «da celebre et insigne scultore superbamente et oculatamente delineate». Nel 1592 si occupò della cappella nella Chiesa di Nostra Signora delle Grazie a Pegli.
Dopo il succitato ritorno alla Certosa di Pavia a cavallo fra il Cinquecento e il Seicento, nel 1602 lavorò alla Villa Imperiale Scassi, decorando riccamente l'atrio e scolpendo le statue nelle nicchie e quelle raffiguranti il doge Tartaro nello scalone, considerate particolarmente pregevoli. Nel 1603 curò i lavori in San Pietro in Banchi a Genova, adornando la cupola con gli stucchi sulla Passione di Cristo, una delle sue opere maestre. Nel 1606, lavorò al Palazzo Lomellino di Strada Nuova, eseguendo i magistrali stucchi della facciata e dell'atrio ovale, su disegni di Giovan Battista Castello. Nello stesso anno è il completamento dei ricchissimi lavori presso la chiesa di San Rocco di Granarolo, datati e firmati personalmente da Sparzo, con decorazioni, statue e varie composizioni. Nel 1608 lavorò presso Palazzo Madama a Torino, curando varie decorazioni e incamiciature a stucco. Infine, fra il 1613 e il 1614 si occupò di «adornare la volta et altre parti» della chiesa di San Francesco di Paola nella natia Urbino.

### Ritorno a Urbino e morte
Il 23 gennaio 1614 acquistò dalla communità, in contrada Valbona a Urbino, quella che era stata la casa di Federico Brandani, impegnandosi a pagarla in due rate coi proventi dei lavori presso la chiesa di San Francesco, rivendendola poi due anni dopo per seicento scudi al pittore Antonio Viviani, e oggi sede dell'Accademia Raffaello. Il primo novembre 1616, prossimo alla morte, vergò testamento ed espresse la volontà d'essere sepolto nella chiesa di San Francesco a Urbino. Ebbe una vita molto lunga e morì, secondo il Soprani, quasi centenario.

## Famiglia
Nel lungo periodo ligure divenne forse cognato dello scultore Filippo Pippo Santacroce, sebbene sulla sua vita, come rilevato da Lazzari-Colucci già nel XVIII secolo, siano giunte notizie contrastanti a causa di alcune imprecisioni dei primi biografi, fra i quali Oddi e Soprani (il quale, secondo Lazzari-Colucci, confuse due personaggi con nomi similari). Dal punto di vista biografico, Soprani attribuisce a Sparzo un figlio che sarebbe rocambolescamente morto in fasce (sebbene la ricostruzione appaia assai romanzata e sia stata infatti poi omessa da Ratti nel 1768), mentre Negroni lo indica sposato con Francesca di Pierino de Strozzis de Varso, e Lazzari-Colucci lo indicano sposato con Federica da Genova e padre di Pier' Antonio (nato il 19 giugno 1591 in Urbino, sposatosi con Virginia nipote di Filippo Bellini, e morto poi senza eredi). Nel testo di Lazzari-Colucci vi è, tuttavia, una incongruenza: nella voce biografica su Marcello Sparzo, Virginia Bellini è indicata come moglie di suo figlio Pier' Antonio, mentre nella voce su Carlo Bellini (fratello di Filippo) Virginia è indicata come moglie di Marcello stesso. Sempre Lazzari-Colucci riportano che, dopo la morte in Genova del figlio di Marcello, da Genova giunsero lettere a Urbino per cercare suoi eredi, e che gli antenati di Marello Sparzo «sono detti Sparza fino all'anno 1560, e dopo son chiamati Sparzio».

## Celebrità, decadenza e riscoperta
I contemporanei di Sparzo hanno tramandato la figura di un artista molto noto, prolifico, influente ed apprezzato, divenuto benestante grazie al proprio lavoro. Nei secoli successivi alla morte, tuttavia, come suggerito già da Lazzari-Colucci alla fine del 1700 e dall'Alizeri nel 1800, il suo nome e le sue opere subirono sorti sfortunate: le imprecisioni dei biografi (che lo chiamarono con nomi diversi, fra questi: Spazi, Sparza, Spurzio, Spargio, Sparsi, Spassi, Sparti, Sparzi, Sparzio, Sparci o, in latino, Marcellus Sparsus, Marcelus de Spartiis e Marcelo de Sparcio), le attribuzioni ad altri di sue opere, le ingiurie del tempo sui materiali, il suo ruolo di pioniere nella tecnica plastica a lungo considerata minore rispetto alla scultura, l'incuria dei posteri (giunti sino a demolire alcune sue opere fra le quali il colosso plurisecolare o i lavori in San Bartolomeo degli Armeni e nella chiesa di Santa Sabina), e infine i danni subiti da alcune opere durante i bombardamenti dei conflitti mondiali, contribuirono per un lungo periodo all'incompleto riconoscimento dell'opera di Sparzo e in parte al suo oblio. Il colosso di Giove, per esempio, fu attribuito per due secoli a Giovanni Angelo Montorsoli e la riattribuzione dell'opera si ebbe soltanto nel 1874 (l'Alizeri, inizialmente anche lui caduto in errore, si corresse dandone notorietà nelle sue pubblicazioni).
Fu quindi solo a partire dal XIX secolo, grazie anche alle pubblicazioni di Colucci, Lazzari, e Alizeri e poi all'analisi moderna, che l'ampia opera artistica di Sparzo iniziò a essere gradualmente riconosciuta come lo era dalla critica a lui contemporanea.

## Galleria d'immagini

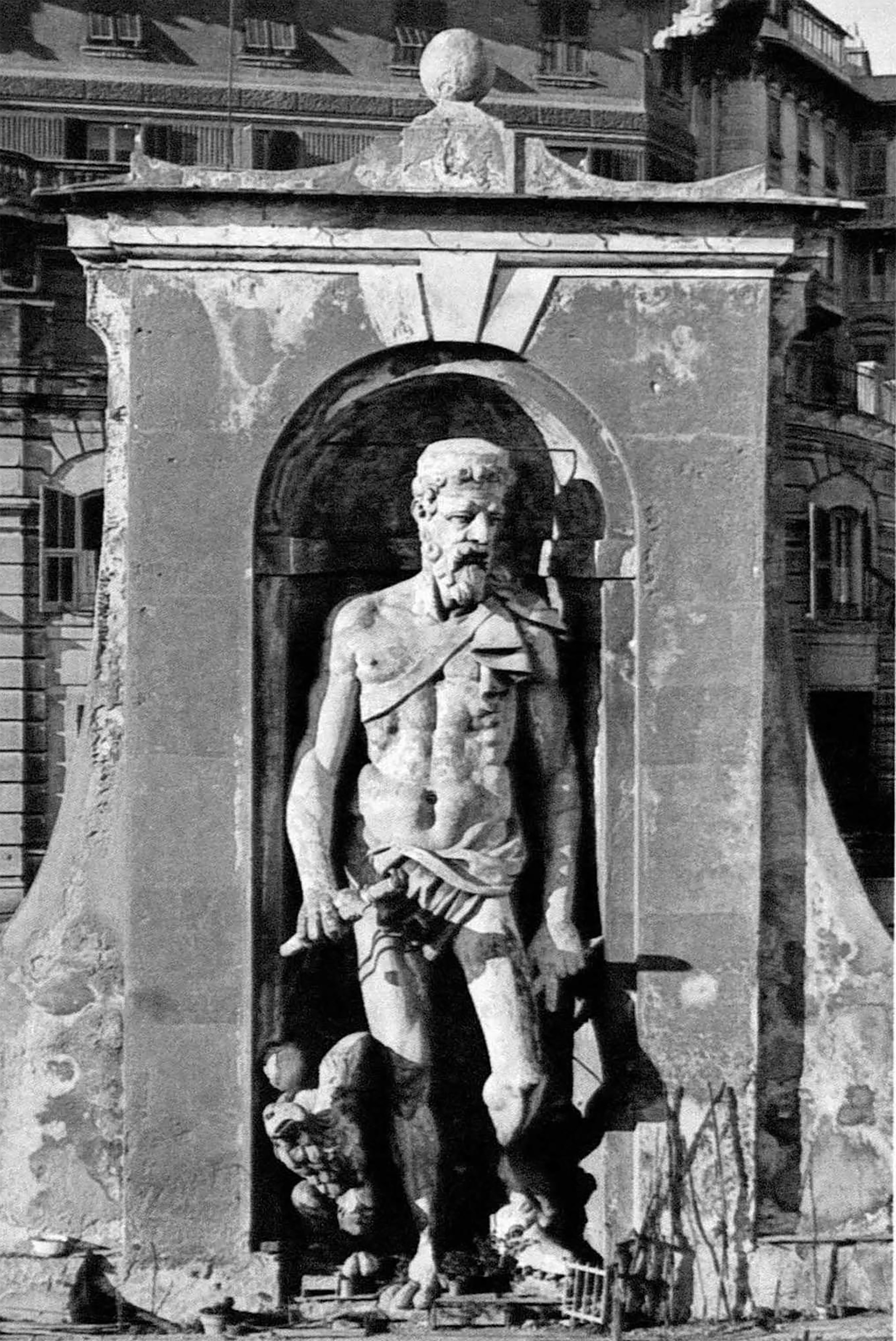
Una fotografia del 1935 del Gigante monumentale di Sparzo
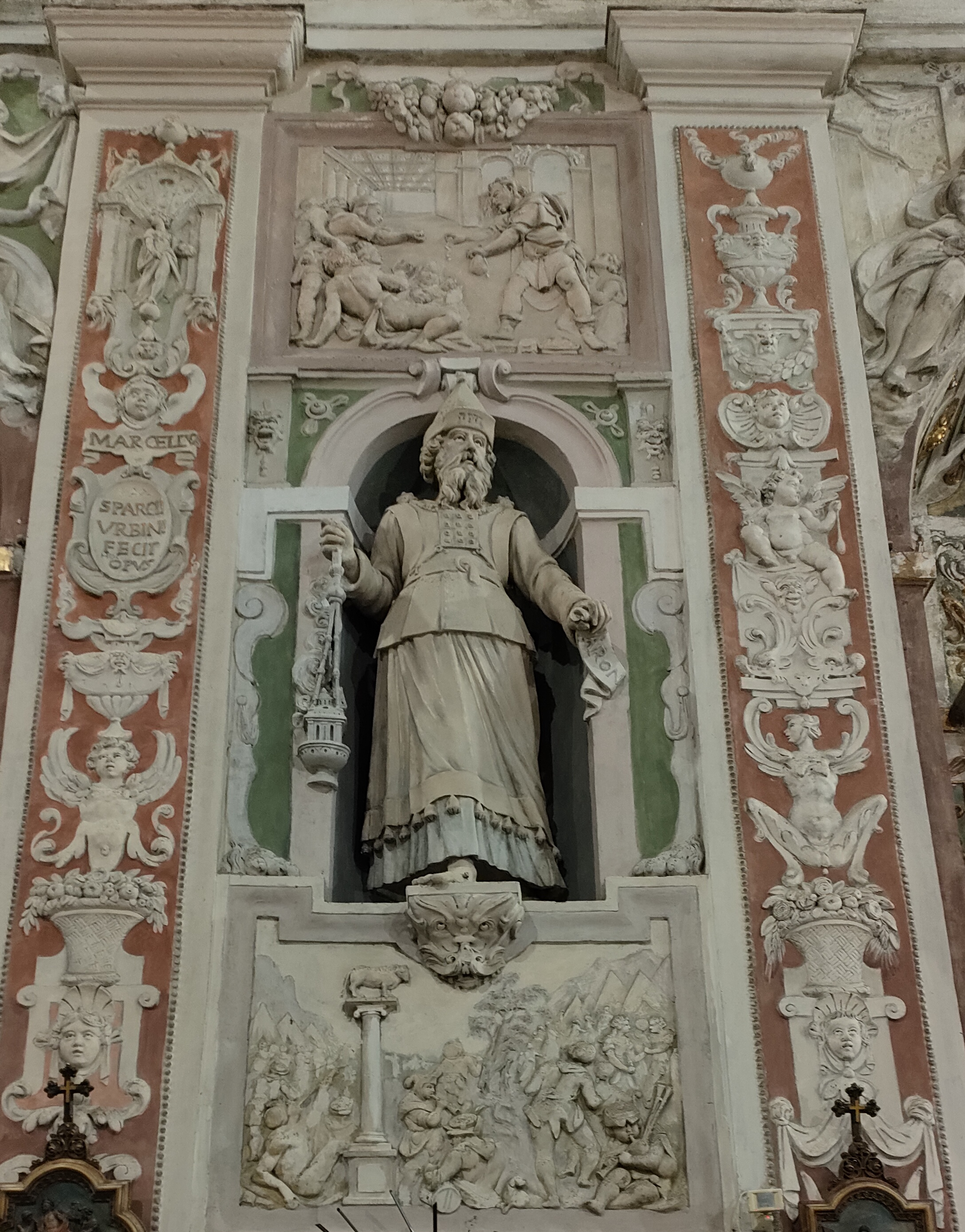
San Rocco sopra Principe (nota anche come San Rocco di Granarolo), particolare della decorazione a stucco
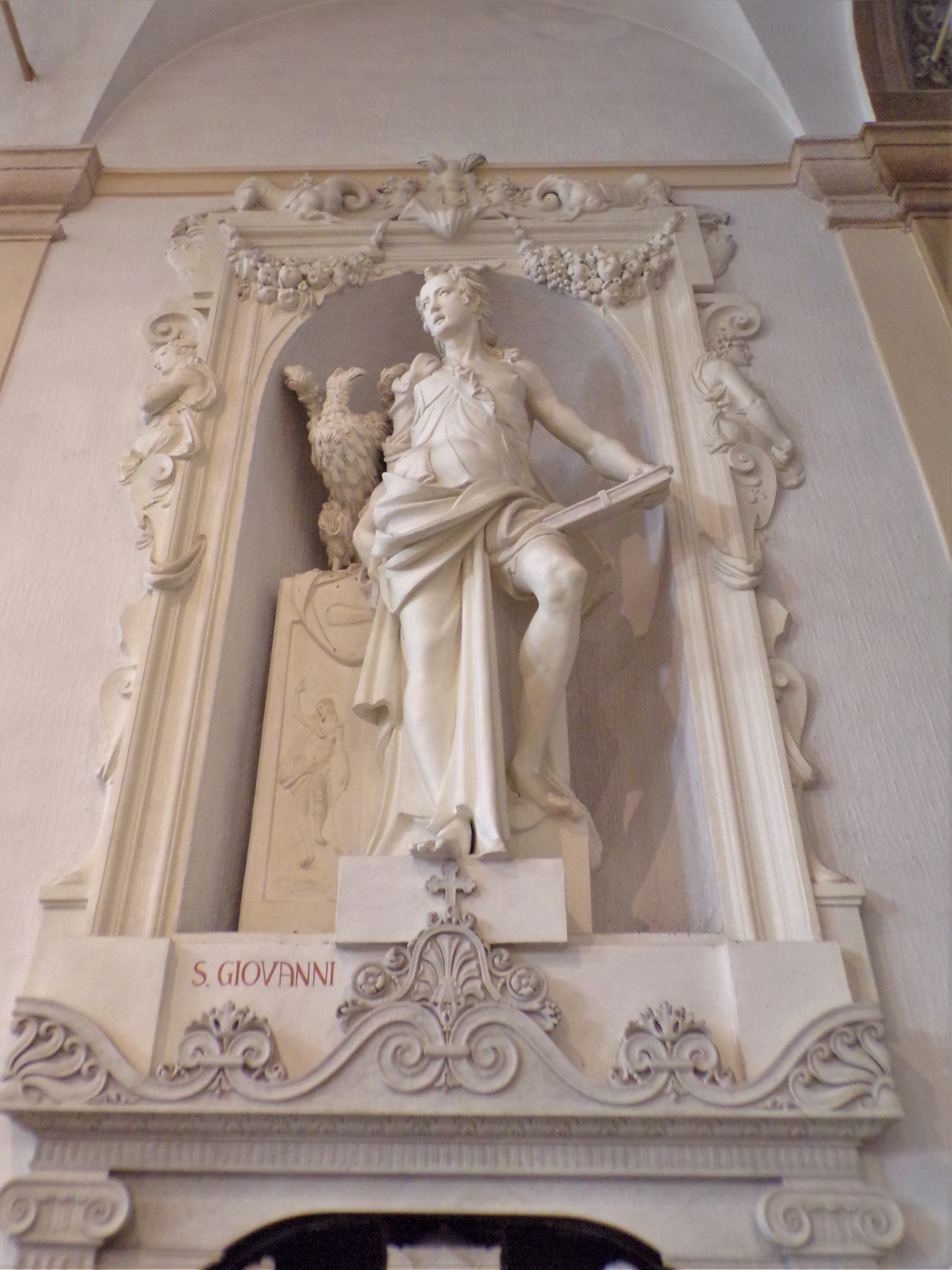
Statua di San Giovanni Evangelista, nella chiesa di Sant'Agostino e Santa Rita a Loano, con aquila al suo fianco
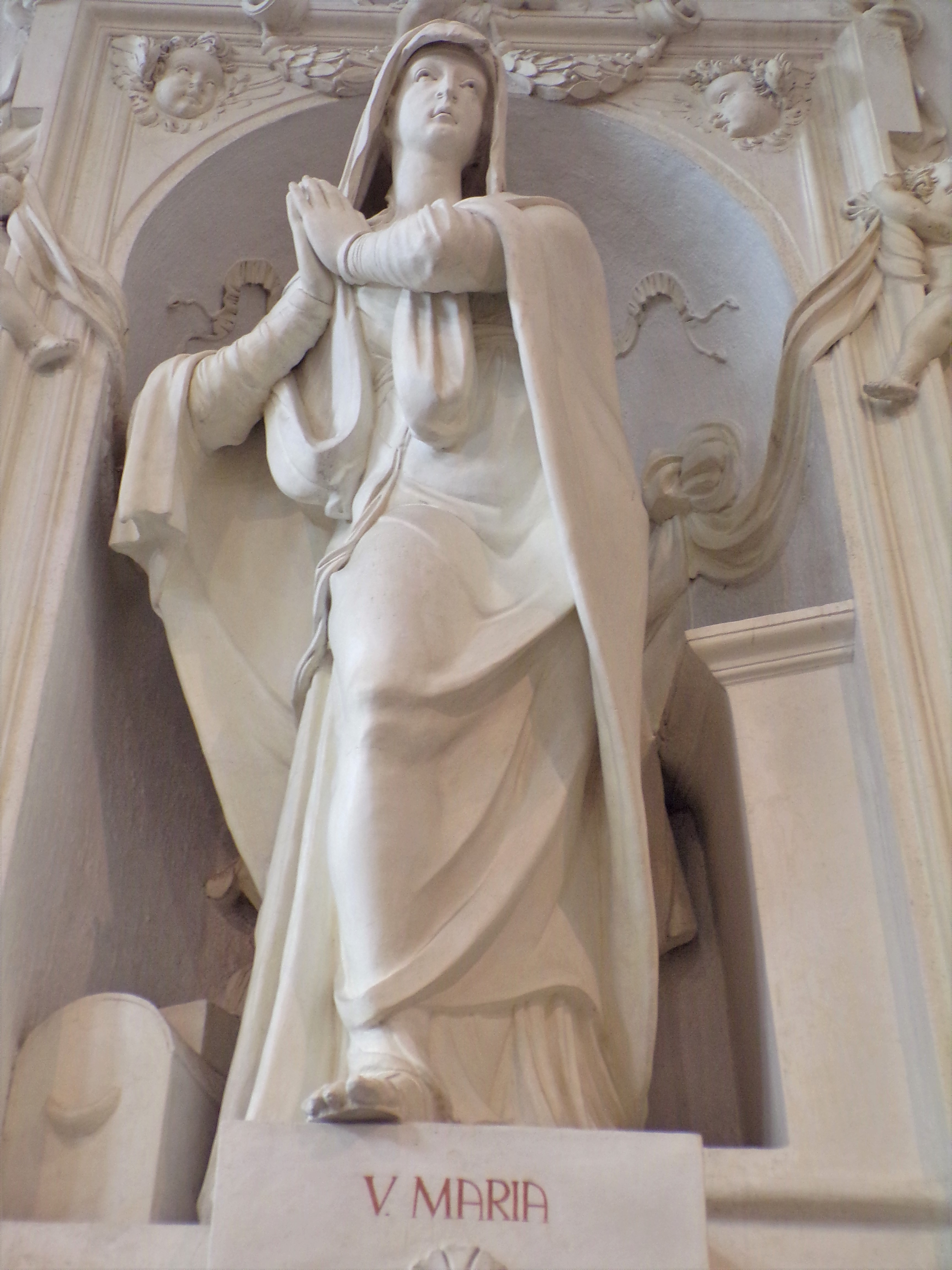
Statua della Madonna annunciata, decorata da volte, putti, teste di cherubini e festoni.
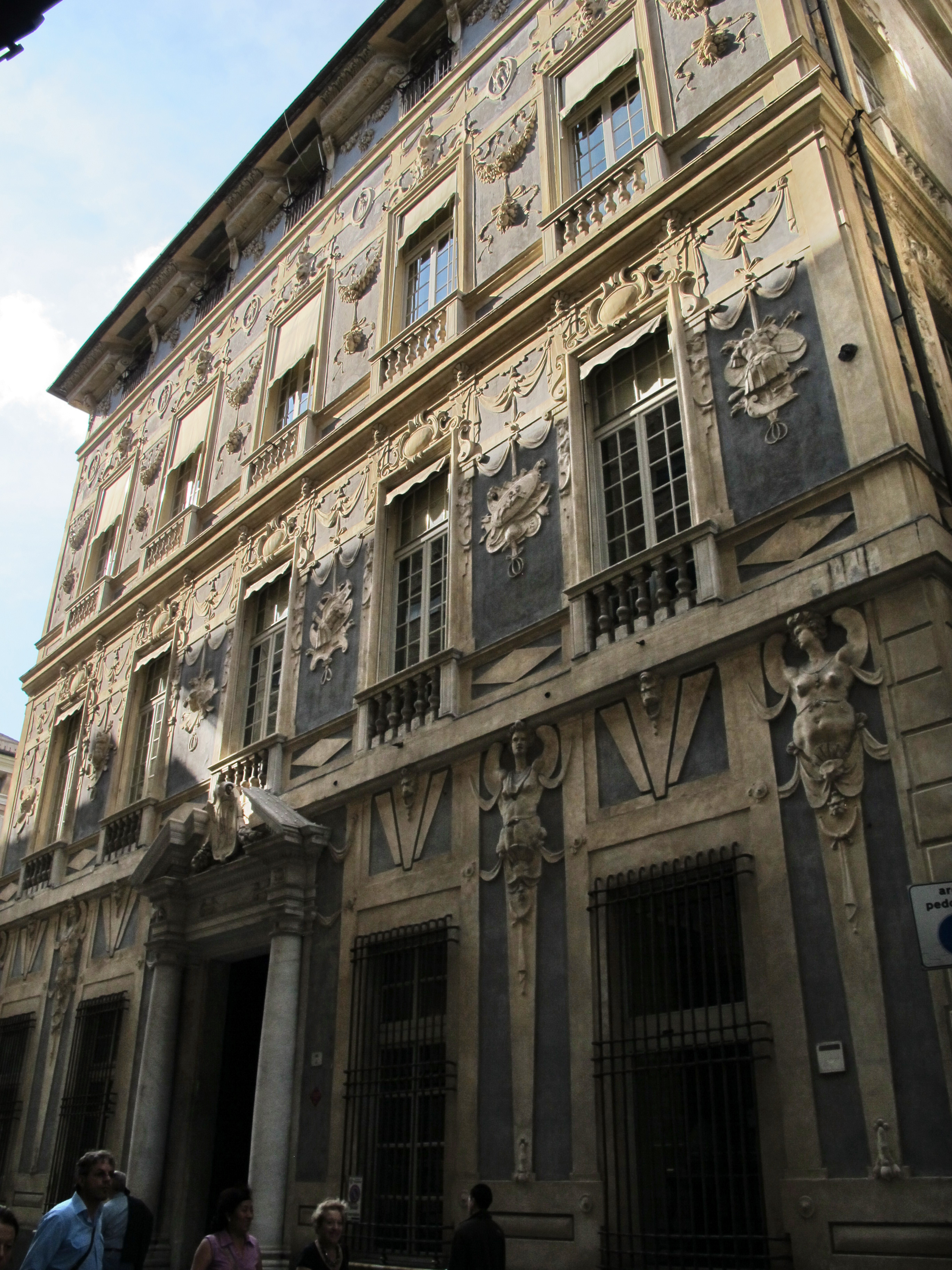
La facciata di Palazzo Lomellino in Strada Nuova
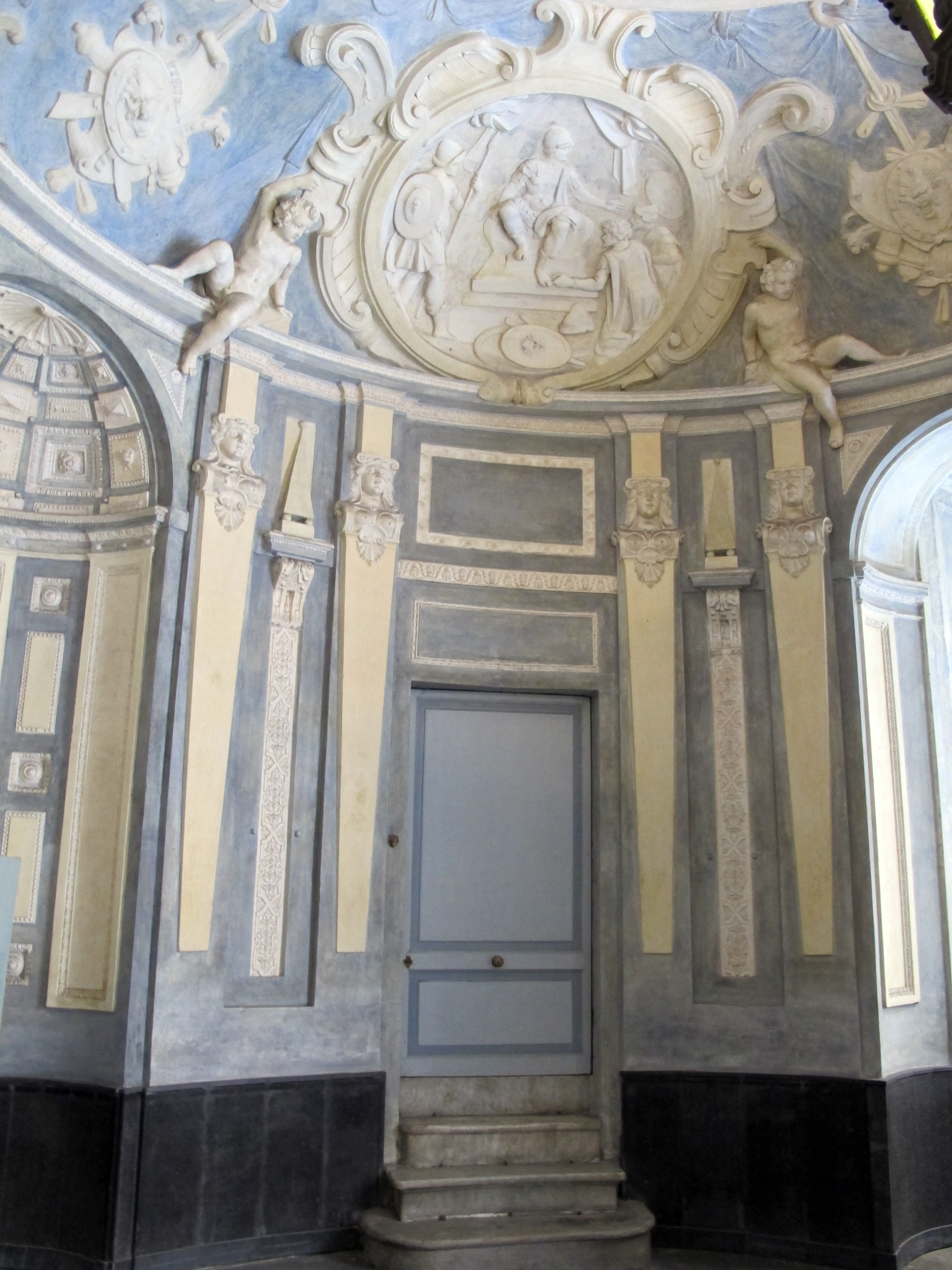
Stucchi nell'androne del Palazzo Lomellino
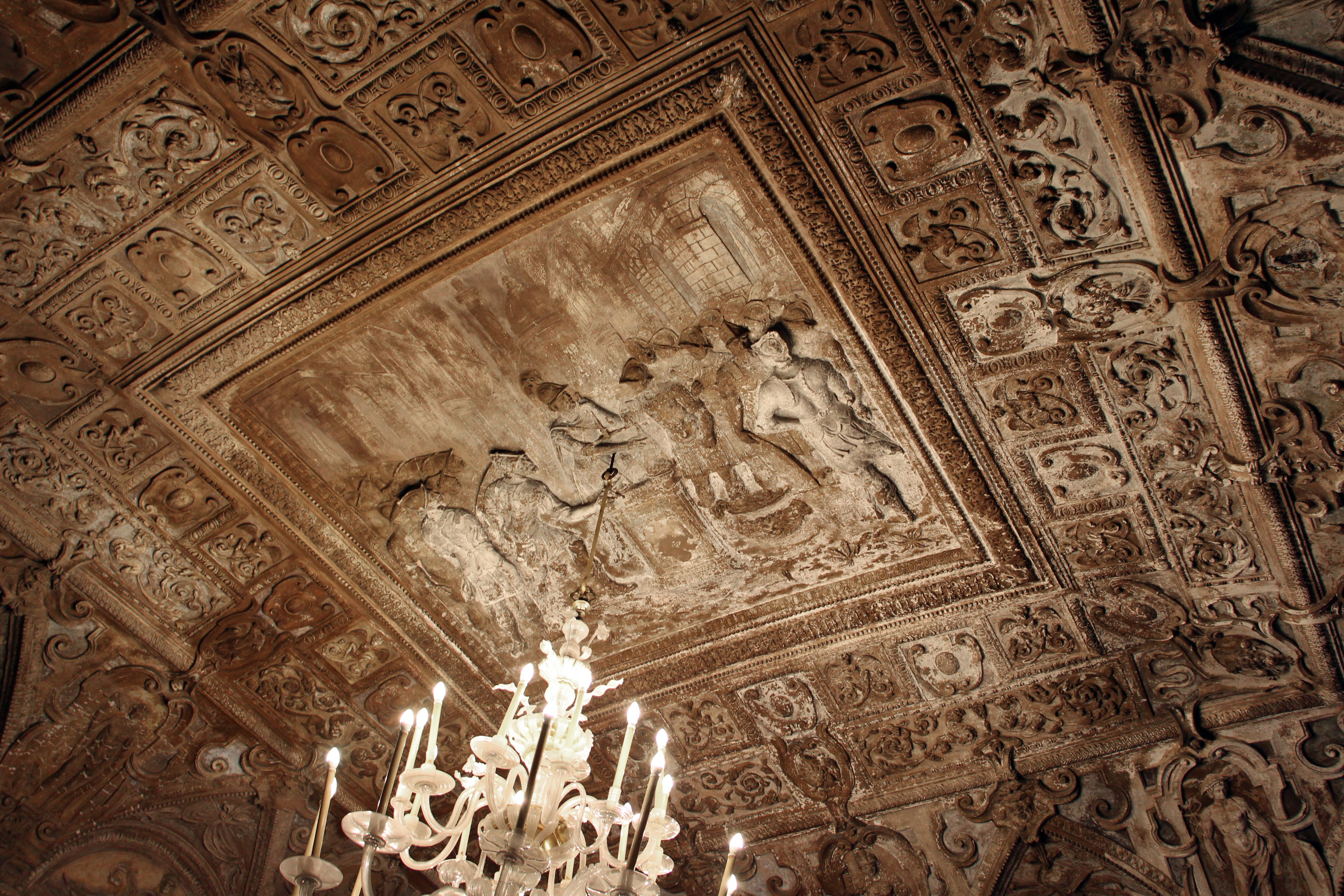
Decorazioni nella Sala del tributo a Brenno, Villa del Principe
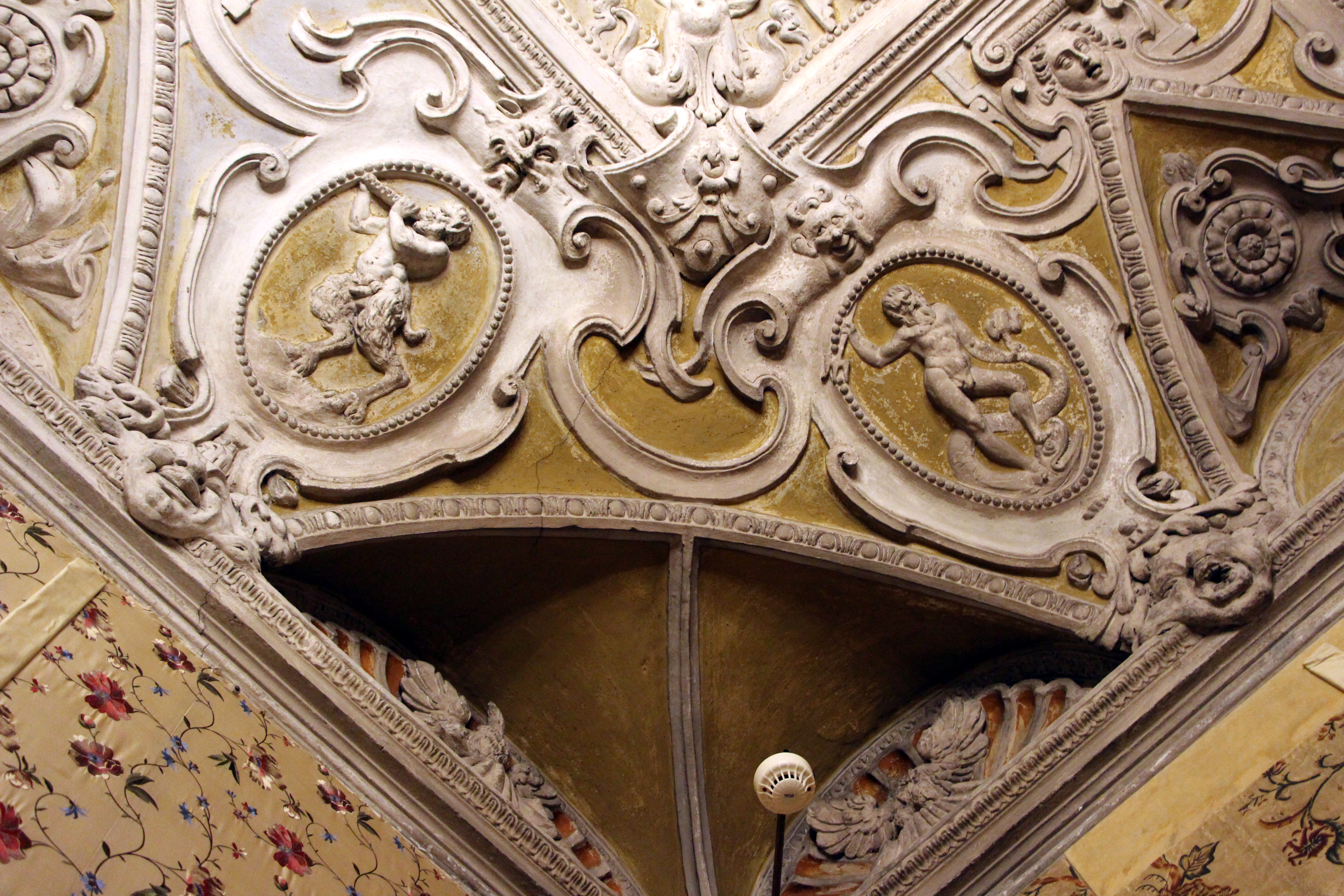
Particolare dei soffitti della Sala della punizione di Prometeo
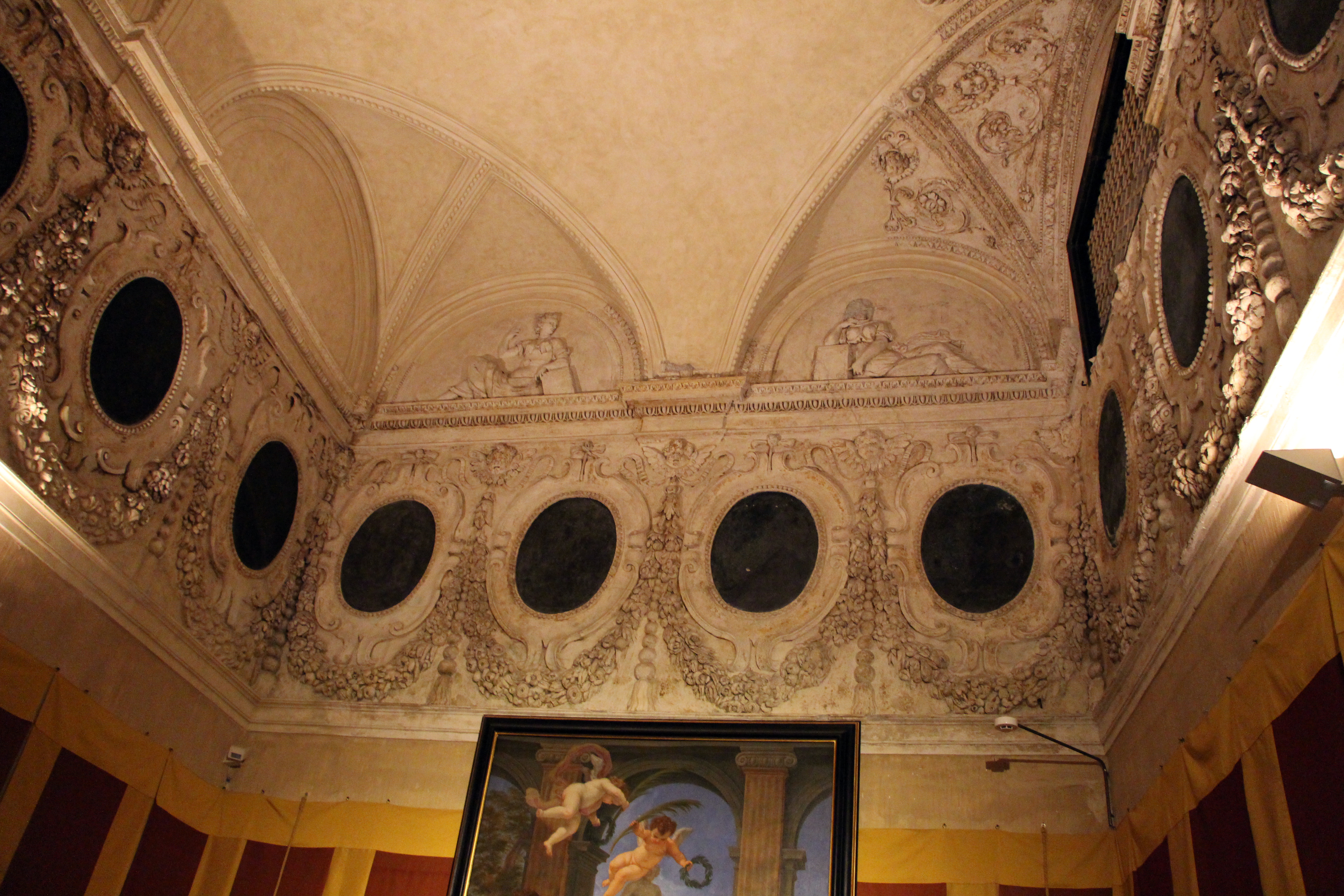
Particolare degli interni della cappella della Villa del Principe
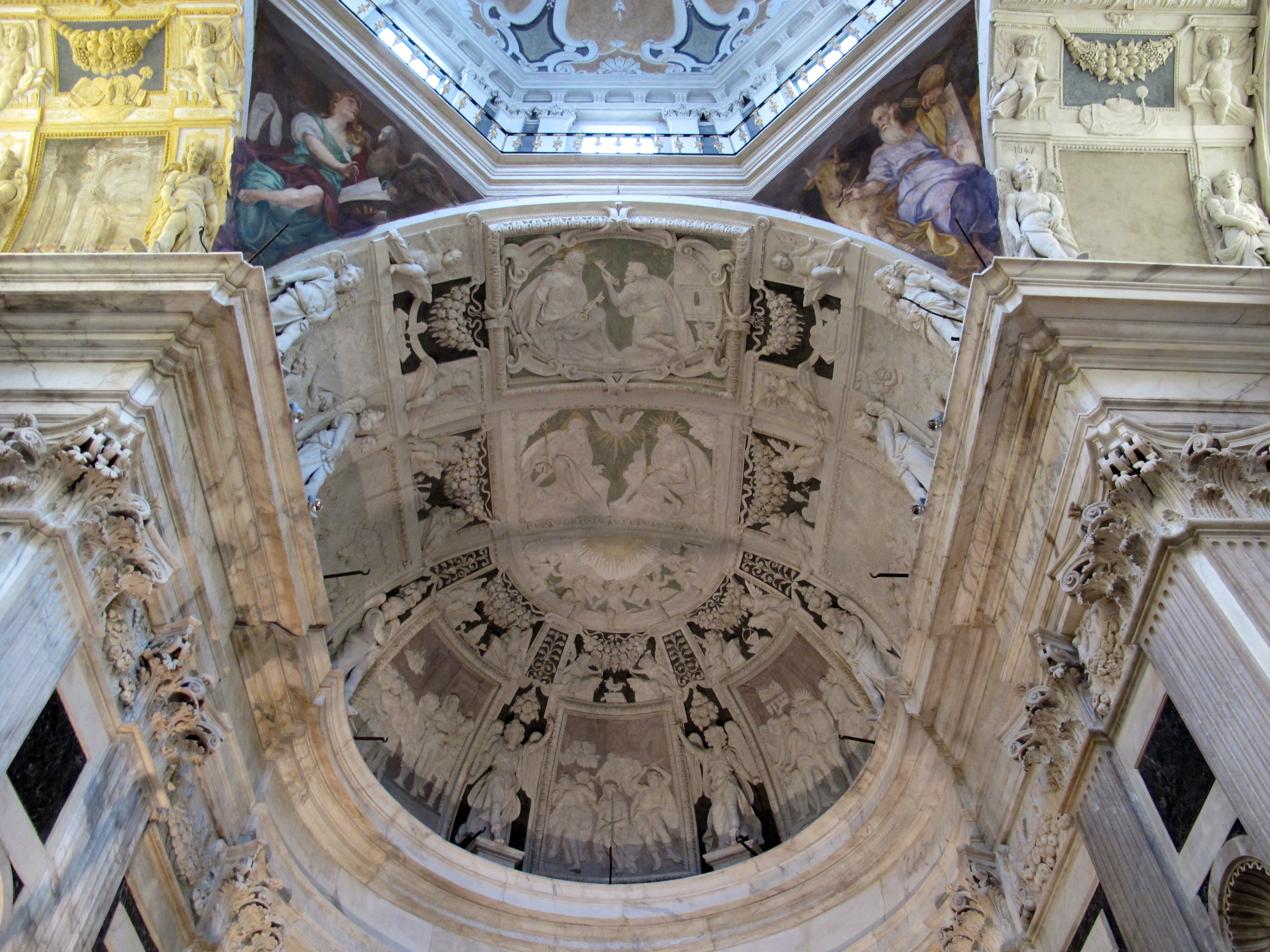
Le decorazioni presso San Pietro in Banchi